# Clinocera pirata
Clinocera pirata är en tvåvingeart som beskrevs av Josef Mik 1880. Clinocera pirata ingår i släktet Clinocera och familjen dansflugor. Inga underarter finns listade i Catalogue of Life.